# Xian de Sangzhi
Le xian de Sangzhi (桑植县 ; pinyin : Sāngzhí Xiàn) est un district administratif de la province du Hunan en Chine. Il est placé sous la juridiction de la ville-préfecture de Zhangjiajie.

## Démographie
La population du district était de 425 441 habitants en 1999.